# Can't Stop (레드 핫 칠리 페퍼스의 노래)
〈Can't Stop〉은 2002년 음반 《By the Way》에 수록된 레드 핫 칠리 페퍼스의 곡이다. 이 곡은 이 음반에서 발매된 세 번째 싱글이다.
이 곡은 레드 핫 칠리 페퍼스가 《빌보드》 모던 록 트랙에서 8번째로 1위를 차지했으며, 이 곡은 빌보드 핫 100에서 57위로 정점을 찍었다. 이 곡은 모던 록과 메인스트림 록 차트뿐만 아니라 전 세계의 여러 다른 차트에서 각각 중간 정도 좋은 성적을 거두었다.

## 반응 및 차트 성적
특히 《By the Way》의 다른 여러 곡들과 비교했을 때 이 곡 자체는 뚜렷하다. 어떤 이들은 이 곡이 〈Trow Away Your Television〉과 함께 전체 음반에서 유일한 펑크/펑크 사운드 중 하나라고 생각한다. 〈Can't Stop〉은 질감, 멜로, 펑키한 주제를 하나로 묶어 "힘차고" 멜로적으로 아우르는 것으로 평가됐다.
이 곡은 레드 핫 칠리 페퍼스의 모던 록 트랙 차트에서 7번째 1위이자 음반 《By the Way》에서 두 번째 1위였다. 그것은 또한 빌보드 핫 100에서 57위로 정점을 찍었다. 빌보드 핫 100에서 받은 적당한 인지도와 상관없이, 이 노래는 라이브 공연의 주요 주제이다.

## 인증
| 국가                               | 인증     | 판매량/출하량 |
| ---------------------------------- | -------- | ------------- |
| 덴마크 (IFPI Danmark)              | 골드     | 45,000        |
| 영국 (BPI)                         | 플래티넘 | 600,000       |
| 판매량+스트리밍을 기반으로 한 인증 |          |               |